# الشطرنج في الأدب المبكر
الشطرنج في بدايات الأدب المبكر هي واحدة من ابرز الطرق بالنسبة لمؤرخين الشطرنج في تعقب تاريخ ادخال لوح لعبة الشطرنج هو الإطلاع على أدب تلك البلاد
وعلى الرغم من أن الأسماء المرتبطة بلعبة الشطرنج تستخدم في بعض الأحيان لأكثر من لعبة واحدة (على سبيل المثال: شيانغ تشي في الصين والجداول في إنجلترا) وغالباً ما يكون المرجع الوحيد المؤكد إلى لعبة الشطرنج متأخر مئات السنين عن المراجع المجهولة السابقة.

## قائمة أول المراجع للعبة الشطرنج
تحتوي القائمة التالية على أول مرجع للعبة الشطرنج أو ألعاب تشبه لعبة الشطرنج. .

### البيزنطية
923م كتاب أخبار الرسل والملوك العرب في طبريا (ملاحظة: العمل هو عمل عربي ولا توجد أعمال يونانية مبكرة معروفة) 

### الصين
(79 ق.م -8 ق.م)و فيه حياة ليوشيانغ كتبه شو يوان وهو عبارة عن مجموعة من الحكايات الكونفوشيوسية المبكرة «هل ما زلت تشعر وكأنك تلعب شيانغتشي وترقص؟» ومع ذلك فإن اسم لعبة «شيانغتشي» بعيدا عن كونه الاسم البديل للعبة الشطرنج التي لعبت في الصين كما ان هذا الاسم كان اسماً لاثنين من الألعاب الأخرى التي لا علاقة لها بهذه اللعبة.
و في 900م وصف هوان كواي لو في كتابه في كتاب (المعجزات) قواعد لعبة شيغانتشي.

### إنجلترا
1880م الكساندر نيكام دي ناتورا ريرم (يعتقد بأن الكساندر نيكام دي ناتوراريرم قد تعلم لعبة الشطرنج في إيطاليا وليس في إنجلترا).

### فرنسا
1127م أغنية (غليهم لاكس) وهو أحد الشعراء ودوق اكيتانيا.

### ألمانيا
(1070) -رودليب (184-188)
يعتقد انه كتبها راهب بالقرب من تيغرينس.

### الهند
500 م - سواندهو فاسا فاداتا.
لعبت في أوقات هطول الأمطار بوضع الضفادع على قطع الشطرنج التي كانت باللونين الاصفر والاخضر، كما لو كانت مرقطة ب اللاك وتقفز على المربعات السوداء.
625م بنابهتا حارشا شاريثا في ظل هذا الملك يتشاجر النحل فقط في جمع قطرات الندى اما القدمان الوحيدتان المقطعتان فتقعان في الاركان وتدلك الواح الشطرنج على مواقع الشاتورنجا 1030م البيروني في الهند تصف لعبة راهتانارجيني في كالهانا (تم ترجمتها من قبل ماجستير شتاين 1900) كان الملك عاجزاً وفي حيرة بشأن الهجوم على ما تبقى على الرغم من انه قداتخذ ملكين، تماماً كلاعب الشطرنج الذي أخذ اثنين من الملوك وهو في حيرة حول أخذ الثالث
ملاحظة: هذا يشير إلى لعبة.

### ايطاليا
بين (1061 - 1062) رسالة من بيتروس دامياني (الكاردينال اسقف اوستيا) إلى البابا المنختب الكساندر الثاني ورئيس الاساقفة هيلدبراند هذه الرسالة مؤرخة (بالاشاره إلى الكساندر ب اسم البابا المنتخب).

### بلاد فارس
600م كارنامك ارتاخشاتر بابكان قام ارتخشتير بهذا وبمساعدة من الله، أصبح أكثر ثراءً وأكثر مهارة منهم جميعاً في لعب الكره وفي الفروسية والشطرنج وفي الصيد وفي جميع الانجازات الأخرى.
(إلى حد ما المقصود هو لعبة الشطرنج المعنية وذلك بسبب كلمة شاترانجا المستخدمة)

### روسيا
القرن الثالث عشر كورمشيا كنيجا هو مجموعة من قوانين الكنيسة

### اسبانيا
وصية ازنجواد الأول (اكونت اورجيل) 1009م اطلب منك كمنفذ وصيتي بتسليم قطع الشطرنج تلك إلى الدير جايلز لأجل أعمال الكنيسة.

### سومطرة
1620م سيجارة مالايوى والان هذا تان بحرة كان لاعب شطرنج بارع كان لا مثيل له في اللعبة في ذلك العصر كما انه لعب لعبة الشطرنج مع رجال ملقا.

### سويسرا
```
بعد الميلاد. مقابل دي سكاشيز في مخطوطة 319 ستيفتسبيبليوثيك 997 
```

اينسيديلن 